# Крайтор, Андрей Сергеевич
Андре́й Серге́евич Кра́йтор (род. 5 ноября 1992, Ольшанка, Кировоградская область) — украинский, азербайджанский и российский, а с 2023 года болгарский гребец-каноист, в период 2009—2012 выступал за сборную Азербайджана, начиная с 2013 года являлся членом сборной России. Чемпион мира, Чемпион Европы, Чемпион Всемирной Универсиады, финалист Европейских Игр 2015 и Олимпийских Игр 2016, многократный победитель национальных и молодёжных регат. На соревнованиях представлял Волгоградскую область и Алтайский край, мастер спорта международного класса.
С 2017 года активно участвует в САП соревнованиях.
В период с 2018 по 2021 год работал тренером Китайской Национальной команды с женским каноэ, выиграли чемпионат мира 2019 года и Олимпийские игры в Токио.
С 2022 года работает тренером сборной команды Индонезии.

## Биография
Андрей Крайтор родился 5 ноября 1992 года в посёлке Ольшанка, Кировоградская область. Активно заниматься греблей начал в возрасте семи лет, проходил подготовку на местной гребной базе под руководством собственного отца Крайтора Сергея Петровича, заслуженного тренера Украины, мастера спорта СССР. Первого серьёзного успеха добился в 2001 году на международном турнире «Память» в Киеве, выиграв бронзовую медаль в зачёте каноэ-одиночек на дистанции 200 метров.
В сезоне 2009 года Крайтор вместе с несколькими другими украинскими гребцами принял азербайджанское гражданство и начал выступать за сборную Азербайджана. Побеждал на юниорских чемпионатах Европы и мира, в 2011 году впервые побывал на взрослом первенстве мира — на соревнованиях в венгерском Сегеде вместе с такими гребцами как Максим Прокопенко, Сергей Безуглый и Валентин Демьяненко выиграл серебряную медаль в эстафете 4 × 200 м. Пытался пройти отбор на летние Олимпийские игры 2012 года в Лондон, но не смог этого сделать, вместо него от Азербайджана на Игры поехал более зрелый Валентин Демьяненко.
Осенью 2012 года Крайтор не продлил контракт с Национальной федерацией гребли Азербайджана, а в 2013 году получил российское гражданство и стал выступать за сборную России, в частности за Волгоградскую область. При этом его наставниками стали заслуженный тренер Владимир Марченко и самый титулованный российский каноист Максим Опалев. Уже в стартовом сезоне выиграл множество титулов и наград: одержал победу на Кубке России; добился звания чемпиона на молодёжных первенствах Европы и мира; взял серебро и золото на летней Универсиаде в Казани, на двухсотметровой дистанции среди одиночек и среди четвёрок соответственно. Попав в основной состав российской национальной сборной, съездил на чемпионат Европы в португальский город Монтемор-у-Велью, где в своей любимой дисциплине С-1 200 м выиграл бронзу. На чемпионате мира в немецком Дуйсбурге выступал в программе эстафеты, в составе эстафетной команды, куда также вошли гребцы Андрей Ганин, Виктор Мелантьев и Иван Штыль, завоевал золотую медаль. За эти выдающиеся достижения по итогам сезона признан мастером спорта международного класса.
Является студентом Волгоградской государственной академии физической культуры.